# Jarosław Gierejkiewicz
Jarosław Gierejkiewicz (* 3. September 1965 in Białystok) ist ein ehemaliger polnischer Fußballspieler.

## Laufbahn
Gierejkiewicz begann in seiner Heimatstadt bei Jagiellonia Białystok mit dem Fußballspielen. 1982 rückte er in den Seniorenbereich auf. Den überwiegenden Teil seiner Laufbahn spielte er für unterklassige Vereine. Im Laufe seiner Karriere kehrte er insgesamt dreimal zu Jagiellonia zurück. 
Den größten sportlichen Erfolg feierte er 1992 mit dem Zweitligisten Miedź Legnica. Im Finale des polnischen Fußballpokals war er Teil der Mannschaft, die den Titel mit 4:3 nach Elfmeterschießen gegen Górnik Zabrze gewann. Dabei verwandelte er einen Strafstoß zum zwischenzeitlichen Stand von 2:1.
Im selben Jahr bestritt Gierejkiewicz ein Länderspiel für die polnische Nationalmannschaft. Er kam beim 2:2 in einem Freundschaftsspiel gegen Guatemala zum Einsatz, in dem er ohne Torerfolg blieb.